# Centre Image Lorraine
Pour les articles homonymes, voir CRI.
Le Centre Image Lorraine (CIL), anciennement Conservatoire régional de l'image (CRI), est un ancien centre de documentation spécialisé dans le cinéma et l'audiovisuel. Il était situé à Nancy, en Lorraine.

## Localisation
Le centre avait ses locaux dans le Pôle régional de l'image, au 9 rue Michel-Ney, dans l'ancienne manufacture des tabacs de Nancy.

## Activités
Les activités du centre étaient de collecter, restaurer et archiver le patrimoine iconographique (films, vidéos, et photographies) régional, national et international, mais aussi de valoriser le patrimoine par la diffusion : expositions, documentaires télévisuels, publications, cycles de projections...

## Partenariats
Le centre était soutenu par les pouvoirs publics : le conseil régional de Lorraine, le conseil général de Meurthe-et-Moselle, la Communauté urbaine du Grand Nancy (CUGN), et la Ville de Nancy. Il était membre de la Fédération internationale des archives du film (FIAF).
Il était également en lien avec l'université Nancy-II qui gère l'Institut européen de cinéma et d'audiovisuel (IECA).

## Histoire
Le Conservatoire régional de l'image (CRI) est créée en 1994 sous la forme d'une association loi de 1901 par le regroupement de trois autres associations de même type :
- la Cinémathèque de Lorraine (créée en 1970[1]) ;
- l'Association de préfiguration de la photothèque régionale ;
- la Vidéothèque régionale de Lorraine (créée en 1988[1]).

En 2011, le CRI devient le Centre Image Lorraine (CIL).
La liquidation judiciaire du Centre Image Lorraine est prononcée en 2017 et l'association est dissoute en 2018. La même année, l'association Image'Est, créée en 2009, obtient le transfert du fonds d'images du Centre Image Lorraine,. Basée à Épinal, cette association prend comme établissement secondaire les locaux du Centre Image Lorraine au Pôle régional de l'image.